# La Selle-en-Coglès
La Selle-en-Coglès (bretonisch Kell-Gougleiz) ist eine Ortschaft und eine Commune déléguée in der französischen Gemeinde Les Portes du Coglais mit 561 Einwohnern (Stand: 1. Januar 2022) im Département Ille-et-Vilaine in der Region Bretagne. Die Bewohner werden im Französischen die Sellois oder Selloises genannt.
Mit Wirkung vom 1. Januar 2017 wurden die ehemaligen Gemeinden Coglès, Montours und La Selle-en-Coglès zur Commune nouvelle Les Portes du Coglais zusammengelegt. Die Gemeinde La Selle-en-Coglès war Teil des Arrondissements Fougères-Vitré und des Kantons Antrain.

## Geographie
Nachbarorte sind: 
- Coglès im Norden,
- Montours im Osten,
- Maen-Roch mit Saint-Étienne-en-Coglès im Süden und
- Saint-Brice-en-Coglès im Westen.

## Sehenswürdigkeit

Kirche Saint-Pierre

- Kirche Saint-Pierre

| Jahr      | 1962 | 1968 | 1975 | 1982 | 1990 | 1999 | 2008 | 2013 |
| --------- | ---- | ---- | ---- | ---- | ---- | ---- | ---- | ---- |
| Einwohner | 589  | 580  | 510  | 491  | 461  | 447  | 572  | 620  |